# Павловка (Белогорский район, Крым)
Па́вловка (до 1948 года Тога́й; укр. Павлівка, крымскотат. Toğay, Тогъай) — село в Белогорском районе Республики Крым, входит в состав Васильевского сельского поселения (согласно административно-территориальному делению Украины — Васильевского сельского совета Автономной Республики Крым).

## Население
| 2001 | 2014 |
| ---- | ---- |
| 744  | ↘590 |

Всеукраинская перепись 2001 года показала следующее распределение по носителям языка
| Язык             | Процент |
| ---------------- | ------- |
| русский          | 64.78   |
| крымскотатарский | 19.89   |
| украинский       | 10.89   |
| другие           | 0.4     |

### Динамика численности
| - 1805 год — 44 чел. - 1864 год — 35 чел. - 1889 год — 175 чел. - 1892 год — 9 чел. - 1900 год — 125 чел. - 1915 год — 116 чел. | - 1926 год — 126 чел. - 1939 год — 123 чел. - 1989 год — 677 чел. - 2001 год — 744 чел. - 2009 год — 723 чел. - 2014 год — 590 чел. |

## Современное состояние
На 2017 год в Павловке числится 7 улиц; на 2009 год, по данным сельсовета, село занимало площадь 130,7 гектара на которой, в 244 дворах, проживало 723 человека. В селе действует фельдшерско-акушерский пункт. Павловка связана автобусным сообщением с райцентром и соседними населёнными пунктами.

## География
Павловка село на севере района, в степном Крыму, у границы с Нижнегорским районом . Расположено в долине Кучук-Карасу, на левом берегу реки в среднем течении, высота центра села над уровнем моря — 128 м. Соседние сёла: Северное в 300 метрах и Васильевка в 2,5 км на юг, выше по долине.
Расстояние до райцентра — около 23 километров (по шоссе), до ближайшей железнодорожной станции Нижнегорская — примерно 38 километров. Транспортное сообщение осуществляется по региональной автодороге 35Н-088 Пролом — Заречье (по украинской классификации — С-0-10312).

## История
Первое документальное упоминание села встречается в Камеральном Описании Крыма… 1784 года, судя по которому, в последний период Крымского ханства Тогай входил в Ширинский кадылык Кефинского каймаканства. После присоединения Крыма к России (8) 19 апреля 1783 года, (8) 19 февраля 1784 года, именным указом Екатерины II сенату, на территории бывшего Крымского Ханства была образована Таврическая область и деревня была приписана к Левкопольскому, а после ликвидации в 1787 году Левкопольского — к Феодосийскому уезду Таврической области. После Павловских реформ, с 1796 по 1802 год, входила в Акмечетский уезд Новороссийской губернии. По новому административному делению, после создания 8 (20) октября 1802 года Таврической губернии, Тогай был включён в состав Урускоджинской волости Феодосийского уезда.
По Ведомости о числе селений, названиях оных, в них дворов… состоящих в Феодосийском уезде от 14 октября 1805 года, в деревне Тагай числилось 8 дворов и 44 жителя, исключительно крымских татар. На военно-топографической карте генерал-майора Мухина 1817 года деревня Тогай обозначена с 15 дворами. После реформы волостного деления 1829 года Тогай, согласно «Ведомости о казённых волостях Таврической губернии 1829 года», отнесли к Бурюкской волости (переименованной из Урускоджинской). На карте 1836 года в деревне 15 дворов. Затем, видимо, в результате эмиграции крымских татар, деревня заметно опустела и на карте 1842 года деревня Тагай обозначена условным знаком «малая деревня», то есть, менее 5 дворов.
В 1860-х годах, после земской реформы Александра II, деревню приписали к Шейих-Монахской волости того же уезда. В «Списке населённых мест Таврической губернии по сведениям 1864 года», составленном по результатам VIII ревизии 1864 года, Тогай — владельческая греческо-татарская деревня с 10 дворами, 35 жителями и мечетью при речке Малой Кара-Су. На трехверстовой карте Шуберта 1865—1876 года в деревне Тагай обозначено 9 дворов.
В «Памятной книге Таврической губернии 1889 года» по результатам Х ревизии 1887 года записан Тогай, с 38 дворами и 175 жителями. На верстовой карте 1890 года в деревне обозначено 27 дворов с русско-татарским населением. По «…Памятной книжке Таврической губернии на 1892 год» в безземельной деревне Тогай, не входившей ни в одно сельское общество, было 9 жителей, у которых домохозяйств не числилось.
После земской реформы 1890 года, которая в Феодосийском уезде прошла после 1892 года, Тогай отнесли к Андреевской волости. По «…Памятной книжке Таврической губернии на 1900 год» в деревне Тогай, входившей в Васильевское сельское общество, числилось 125 жителей в 25 дворах. В 1911 году в деревне велось строительство мектеба. По Статистическому справочнику Таврической губернии. Ч.II-я. Статистический очерк, выпуск пятый Феодосийский уезд, 1915 год, в селе Тогай (вакуф) Андреевской волости Феодосийского уезда числилось 18 дворов (1 двор с землёй, 17 — безземельные) с татарским населением в количестве 116 человек приписных жителей, из которых 59 мужчин и 57 женщин. Жители землёй не владели, в хозяйствах имелось 60 лошадей, 4 вола, 11 коров и 69 голов мелкого скота.
После установления в Крыму Советской власти, по постановлению Крымревкома от 8 января 1921 года была упразднена волостная система и село вошло в состав вновь созданного Карасубазарского района Симферопольского уезда, а в 1922 году уезды получили название округов. 11 октября 1923 года, согласно постановлению ВЦИК, в административное деление Крымской АССР были внесены изменения, в результате которых округа ликвидировались, Карасубазарский район стал самостоятельной административной единицей и село включили в его состав. Согласно Списку населённых пунктов Крымской АССР по Всесоюзной переписи 17 декабря 1926 года, в селе Тогай (вакуф) упразднённого к 1940 году Тогайского сельсовета Карасубазарского района, числилось 11 дворов,. По данным всесоюзной переписи населения 1939 года в селе проживало 123 человека.
В 1944 году, после освобождения Крыма от фашистов, 12 августа 1944 года было принято постановление № ГОКО-6372с «О переселении колхозников в районы Крыма», в исполнение которого в район завезли переселенцев: 6000 человек из Тамбовской и 2100 — Курской областей, а в начале 1950-х годов последовала вторая волна переселенцев из различных областей Украины. С 25 июня 1946 года Тогай в составе Крымской области РСФСР. Указом Президиума Верховного Совета РСФСР от 18 мая 1948 года, Тогай переименовали в Павловку. 26 апреля 1954 года Крымская область была передана из состава РСФСР в состав УССР. На 15 июня 1960 года село уже числилось в составе Васильевского сельсовета. В период с 1954 по 1960 год к Павловке присоединили сёла Калиновку и Голубьёвку (на 1960 год в совете уже не числились). Согласно справочнику «Крымская область. Административно-территориальное деление на 1 января 1968 года» — с 1954 по 1968 год. По данным переписи 1989 года в селе проживало 677 человек. С 12 февраля 1991 года село в восстановленной Крымской АССР, 26 февраля 1992 года переименованной в Автономную Республику Крым. С 21 марта 2014 года в составе Крыма аннексирована Россией.